# تپه چشمه یار قزوینه ۶۶ - K
تپه چشمه یار قزوینه ۶۶ - K مربوط به دوران پیش از تاریخ ایران باستان است و در شهرستان کنگاور، روستای قزوینه واقع شده و این اثر در تاریخ ۱۰ دی ۱۳۸۱ با شمارهٔ ثبت ۶۶۳۱ به‌عنوان یکی از آثار ملی ایران به ثبت رسیده است.